# Junkers G 23
Die Junkers G 23 war ein dreimotoriges, als Tiefdecker ausgelegtes Verkehrsflugzeug der Junkers Flugzeugwerke aus den 1920er-Jahren. Sie war die schwächer motorisierte Variante der G 24 und konnte mit zwei Mann Besatzung neun Passagiere befördern.

## Geschichte
Seit 1920 plante Junkers den Bau eines mehrmotorigen Verkehrsflugzeugs. Die 1923 entworfene G 24 mit drei 145 kW (195 PS) leistenden Motoren vom Typ Junkers L 2 wurde im selben Jahr von der Interalliierten Luftfahrt-Überwachungs-Kommission (ILÜK) abgelehnt, da ihre Gesamt-Motorenleistung den Bestimmungen des Friedensvertrags von Versailles widersprach. Daraufhin entstand als Alternativentwurf die G 23 mit einem Junkers-L-2-Motor im Bug und zwei 120 kW (160 PS) leistenden Mercedes-D-IIIa-Motoren an den Tragflächen. Der von Wilhelm Zimmermann durchgeführte Erstflug fand mit der Werknummer 831 am 19. September 1924 in Fürth statt.
Das Flugzeug bot Platz für neun Passagiere in bequemen Einzelsitzen. Die Kabine verfügte über Beleuchtung und Heizung. Im hinteren Teil der Kabine befanden sich der Gepäckraum und eine Nasszelle mit Toilette und Waschbecken.
Die meisten G 23 wurden in Limhamn von AB Flygindustri, der schwedischen Tochterfirma der Junkers Flugzeugwerke, auf den Stand der G 24 gebracht und kamen zum großen Teil mit ausländischer Zulassung wieder zurück nach Deutschland. Nach dem Wegfall der Leistungsbeschränkungen für die Motoren im Mai 1926 entfiel diese Praxis.

## Technische Daten

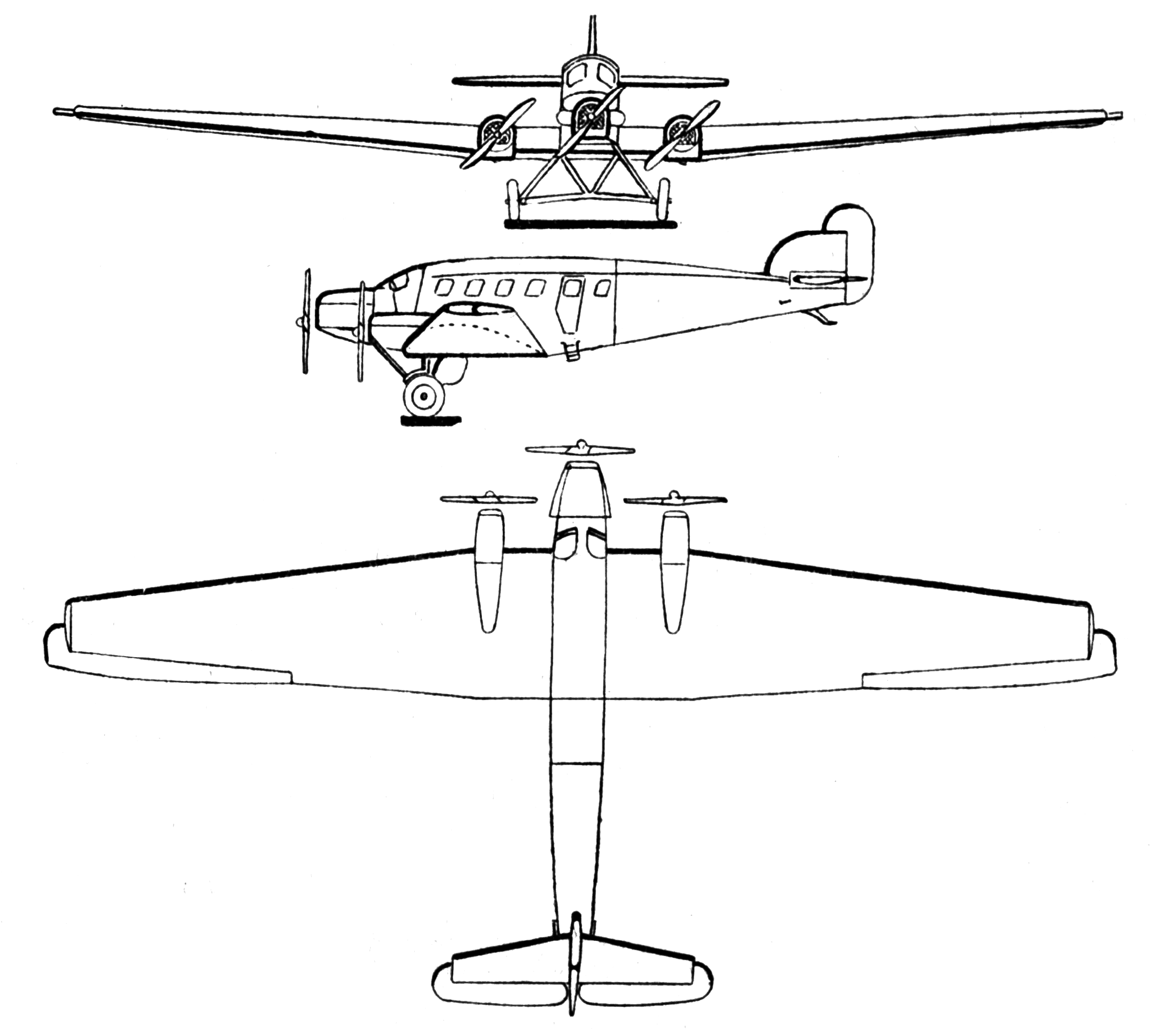
Dreiseitenansicht

| Kenngröße             | Daten |
| --------------------- | --- |
| Besatzung             | 2 (+1 Flugbegleiter)                                                                                        |
| Passagiere            | 9–10 |
| Länge                 | 15,23 m |
| Spannweite            | 28,50 m |
| Höhe                  | 5,40 m |
| Flügelfläche          | 89,0 m² |
| Flügelstreckung       | 9,1 |
| Flächenbelastung      | 61,80 kg/m²                                                                                                 |
| Rüstmasse             | 2825 kg |
| Startmasse            | 5500 kg |
| Triebwerke            | drei Sechszylinder-Reihenmotoren: ein Junkers L 2 und zwei Mercedes D IIIa mit zusammen 515 PS (ca. 380 kW) |
| Höchstgeschwindigkeit | 170 km/h |
| max. Reichweite       | 1050 km |
| Flugdauer             | 2,6 h |